# Надгръклянникова съгласна
Надгръкля̀нниковите съгласни представляват вид съгласни звукове на речта, чието учленение (артикулация) се извършва като до надгръклянника (epiglottis) в човешкото гърло се допират пирамидно-надгръклянниковите (ариепиглоталните) гънки plica aryepiglottica.
| МФА | Описание                                                      | Пример       | Пример           | Пример  | Пример   |
| --- | ------------------------------------------------------------- | ------------ | ---------------- | ------- | -------- |
| МФА | Описание                                                      | Език         | Изписване        | МФА     | Значение |
|     | беззвучна надгръклянникова преградна съгласна                 | агулски език | яI               | jaʡ     | център   |
|     | звучна надгръклянникова проходна съгласна (или приблизителна) | арабски език | на арабски: تَعَشَّى | tɑʢɑʃ:æ | вечерям  |
|     | беззвучна надгръклянникова проходна съгласна                  | агулски език | мехI             | mɛʜ     |          |
|     | надгръклянникова трептяща съгласна                            | амиски език  | ’enem            | яə̆nə̆m   | пол      |

- Звучна надгръклянникова преградна съгласна в чист вид навярно не съществува (за разлика от гореупоменатата беззвучна такава), тъй като при озвучаването на подобен род съгласни звукове, те просто се превръщат в едноударна съгласна.
- Въпреки че звучната надгръклянникова проходна съгласна често бива отнасяна към редиците на проходните съгласни звукове, тя е приблизителна. Знакът за този звук в МФА е двусмислен, понеже в нито един човешки език няма ясно изразени проходни и приблизителни съгласни със същото място на учленение. За по-точното транскрибиране на този звук се използва диакритическият знак за пониженост ⟨ʢ̞⟩ (вж. Относително учленение на звуковете).
- Надгръклянникова трептяща съгласна се среща сравнително често (за надгръклянников звук), но МФА не притежава нарочен знак за неговото обозначение. В книжнината се наблюдава вариантът ⟨ᴙ⟩.

Надгръклянниковите съгласни звукове отсъстват в болшинството човешки езици. Навярно в много от тях глътъчните съгласни звукове изпълняват ролята на надгръклянникови такива, или просто не са надлежно обособени от езиковедите. Те се намират най-често в езиковите семейства на североизточните кавказки езици (чеченски език), както и при коренните речи в Северна Америка (ачумави, хайда и др.). По-ясно разграничение между глътъчни и надгръклянникови съгласни се забелязва при един от диалектите на агулския език, част от лезгинската езикова група на Дагестан: /ħaw/ „виме“ -/- /ʜatʃ/ „ябълка“; /ʕan/ „корем“ -/- /ʢakʷ/ „светлина“.